# ARSAT-1
ARSAT-1 ist ein kommerzieller Kommunikationssatellit des argentinischen Unternehmens AR-SAT. Er ist der erste in Lateinamerika gebaute geostationäre Satellit.
Er wurde am 16. Oktober 2014 mit einer Ariane-5-Trägerrakete vom Centre Spatial Guyanais zusammen mit Intelsat DLA 1 in eine geostationäre Umlaufbahn gebracht.
Der dreiachsenstabilisierte Satellit ist mit 24 Ku-Band-Transpondern ausgerüstet und soll von der Position 72° West aus Argentinien, Chile, Uruguay und Paraguay mit Telekommunikationsdienstleistungen und Fernsehen versorgen. Er wurde von der argentinischen Firma INVAP gebaut (Nutzlast wurde von Thales Alenia Space geliefert) und besitzt eine geplante Lebensdauer von 15 Jahren.
Der Start von ARSAT-2 ist erfolgte am 30. September 2015.